# 雨の日の訪問者
雨の日の訪問者（あめのひのほうもんしゃ）は、フジテレビの2時間ドラマ枠『金曜女のドラマスペシャル』枠で、1986年7月25日に放送されたテレビドラマ。
三津浜 (松山市)を舞台に、全て松山ロケーション撮影で作られた。

## あらすじ
松山市の北浜でスナック『かもめ』の雇われママを務める富田景子。その妹・潤子は、謎の交通事故で立て続けに恋人を失い、失踪してしまう。妹の身を案ずる景子の前に、謎のカメラマン・大貫が現れる。代わり映えのない景子の日常が少し華やいでいくのと並行して、潤子の恋人の事故の謎が明らかになっていく。

## キャスト
- 富田景子：いしだあゆみ
- 大貫憲一（神戸グラフのカメラマン）：小林薫
- 森田（北浜署刑事）：橋爪功
- 富田潤子（景子の妹）：手塚理美
- 石山次郎（伊予新聞社記者）：アパッチけん（現：中本賢）
- 矢野春彦（潤子の恋人）：江藤潤
- みやびのママ：小林哲子
- 刑事：青木卓
- 三郎（かもめの常連）：掛田誠
- 富田つとむ（景子の息子）：八百坂圭祐
- 星野遊
- 宮部昭夫

## スタッフ
- 脚本：中村努
- 音楽：岩間南平
- 監督：降旗康男
- 撮影：林淳一郎
- 撮影助手：佐野哲郎、橋本桂二
- 照明：前原信雄
- 録音：細井正次
- 美術：丸尾知行
- 編集：飯塚勝
- 記録：今井文子
- 助監督：澤村正喜
- 整音：山本逸美（映広）
- 音響効果：橋本正二（宮田音響）
- 装飾：ポパイアート、高津装飾美術
- 現像：東京現像所
- ロケ協力：松山市観光課、全日本空輸、松山全日空ホテル、防予汽船、ホテル椿舘、伊予日産モーター、日産チェリー愛媛販売、愛媛日産自動車　ほか
- 制作協力：テレビ愛媛
- 企画：重村一、亀山千広
- プロデューサー：市古聖智
- 制作：フジテレビ、仕事、フィルムフェイス